# Cartoblatta aeronigra
Cartoblatta aeronigra är en kackerlacksart som först beskrevs av Rehn, J. A. G. 1922.  Cartoblatta aeronigra ingår i släktet Cartoblatta och familjen storkackerlackor. Inga underarter finns listade.